# 寂地 (電影)
《寂地》（英語：The Dog Stars）是一部2026年英美合拍後末日科幻片，由雷利·史考特執導，馬克·L·史密斯與克里斯多福·威爾金森編劇，雅各·艾洛迪、瑪格麗特·庫利、喬許·布洛林、蓋·皮爾斯和黃凱旋主演。電影改編自彼德·海勒的2012年同名小說，背景設定在一場幾乎毀滅人類的致命流感之後，講述民航飛行員席格（Hig）和堅強的前海軍陸戰隊員班格利（Bangley）面對入侵者，同時追求著更好生活的故事。
《寂地》由二十世紀影業定檔2026年3月27日在美國上映。

## 演員
- 雅各·艾洛迪飾演席格（Hig）
- 瑪格麗特·庫利飾演西瑪（Cima）
- 喬許·布洛林飾演班格利（Bangley）
- 蓋·皮爾斯
- 黃凱旋

## 製作

### 發展
2024年11月，雷利·史考特表示，在拍攝完計劃中的比吉斯樂團傳記片後，想執導一部科幻片，並補充說「劇本已經寫好了」。科幻片計畫後來被媒體揭露為彼德·海勒2012年小說《寂地》的電影版，由馬克·L·史密斯與克里斯多福·威爾金森改編。此時，《寂地》已定為史考特的下一部電影，將於2025年春季開拍。

### 選角
2024年11月，有消息指出保羅·麥斯卡已就主演與片方深入洽談。據報導，雅各·艾洛迪已於2025年1月提前接洽片方，取代因檔期衝突而放棄的麥斯卡。2月，瑪格麗特·庫利、喬許·布洛林、蓋·皮爾斯正與片方為演出進行最後的洽談。2025年5月，黃凱旋加入演出陣容。

### 拍攝

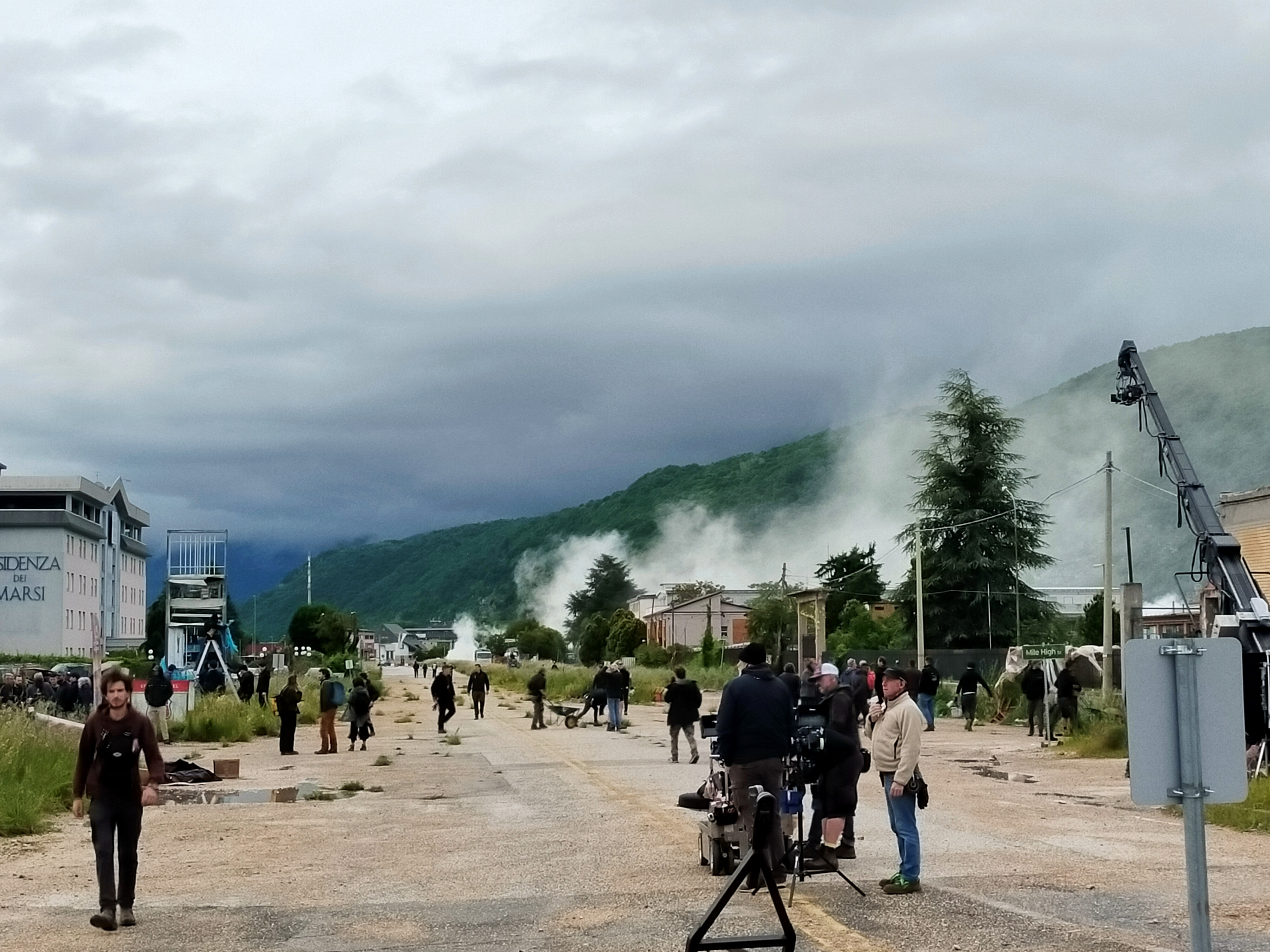
劇組2025年5月在阿韋扎諾準備布景

電影2025年4月在義大利展開主要拍攝。計畫的拍攝地包括威尼托、弗留利-威尼斯朱利亚、阿布鲁佐及羅馬的奇內奇塔製片廠。5月，劇組在坎西利奧、奥温多利和阿韋扎諾拍片。

## 發行
本片由二十世紀影業定檔2026年3月27日在美國上映。

## 外部連結
- 互联网电影数据库（IMDb）上《寂地》的资料（英文）